# آل السقاف (مكيراس)

تعديل مصدري - تعديل

ال السقاف هي إحدى قرى عزلة مكيراس بمديرية مكيراس التابعة لمحافظة البيضاء، بلغ تعداد سكانها 105 نسمة حسب تعداد اليمن لعام 2004.